# Australia Decides 2019
Australia Decides 2019 – 1. edycja australijskich selekcji do Konkursu Piosenki Eurowizji zorganizowanych przez telewizję SBS.

## Przed konkursem
14 października 2018 australijski stacja SBS ogłosiła, że po raz pierwszy zorganizuje selekcje, aby wybrać piosenkę na 64. Konkurs Piosenki Eurowizji w Tel Awiwie. Tego samego dnia poinformowano o rozpoczęciu przyjmowania zgłoszeń, co trwało do 4 listopada 2018. Od grudnia telewizja ujawniała po kilka nazwisk finalistów, najpierw 2 grudnia 2018, następnie 18 grudnia 2018 i 18 stycznia 2019.

## Przebieg konkursu

### Piosenki konkursowe
| Wykonawca          | Piosenka              | Autorzy Piosenki                                    |
| ------------------ | --------------------- | --------------------------------------------------- |
| Alfie Arcuri       | „To Myself”           | Alfie Arcuri, Audius Mtawarira, Séb Mont            |
| Aydan              | „Dust”                | Aydan Calafiore, Cam Bluff, Dylan Joel              |
| Courtney Act       | „Fight for Love”      | Danny Shah, Felicity Birt, Courtney Act, Sky Adams  |
| Electric Fields    | „2000 and Whatever”   | Michael Ross, Zaachariaha Fielding                  |
| Ella Hooper        | „Data Dust”           | Alice Chance                                        |
| Kate Miller-Heidke | „Zero Gravity”        | Kate Miller-Heidke, Keir Nuttall                    |
| Leea Nanos         | „Set Me Free”         | Frank Dixon, Leea Nanos                             |
| Mark Vincent       | „This Is Not the End” | Isabella Kearney-Nurse, Mark Vincent, Roberto De Sa |
| Sheppard           | „On My Way”           | George Sheppard, Amy Sheppard, Jay Bovino, Jon Hume |
| Tania Doko         | „Piece of Me”         | Tania Doko, Christian Fast, Peter Mansson           |

### Wyniki
| Finał | Finał              | Finał                 | Finał  | Finał        | Finał   | Finał   |
| L.p.  | Wykonawca          | Piosenka              | Punkty | Punkty       | Punkty  | Miejsce |
| L.p.  | Wykonawca          | Piosenka              | Jury   | Telewidzowie | Łącznie | Miejsce |
| ----- | ------------------ | --------------------- | ------ | ------------ | ------- | ------- |
| 1     | Ella Hooper        | „Data Dust”           | 12     | 6            | 18      | 10      |
| 2     | Electric Fields    | „2000 and Whatever”   | 44     | 70           | 114     | 2       |
| 3     | Mark Vincent       | „This Is Not the End” | 19     | 19           | 38      | 7       |
| 4     | Aydan              | „Dust”                | 38     | 10           | 48      | 6       |
| 5     | Courtney Act       | „Fight for Love”      | 26     | 26           | 54      | 4       |
| 6     | Leea Nanos         | „Set Me Free”         | 10     | 11           | 21      | 9       |
| 7     | Sheppard           | „On My Way”           | 41     | 46           | 87      | 3       |
| 8     | Alfie Arcuri       | „To Myself”           | 35     | 14           | 49      | 5       |
| 9     | Kate Miller-Heidke | „Zero Gravity”        | 48     | 87           | 135     | 1       |
| 10    | Tania Doko         | „Piece of Me”         | 17     | 6            | 23      | 8       |